# 판타지오
판타지오(영어: Fantagio Corp.)는 대한민국의 연예 기획사, 영화 제작사의 종합 엔터테인먼트 기업이다. 주요 사업은 연예인 매니지먼트, 영화제작, 드라마 제작, 신인 발굴, 부가컨텐츠 사업 등이다.

## 역사
2008년 10월, N.O.A엔터테인먼트라는 회사명으로 2000년부터 2008년까지 8년여간 IHQ에서 매니저를 시작으로 팀장을 거쳐 매니지먼트 본부장으로 일한 나병준이 설립했다.
2008년, 주니어 대상의 유망주 발굴을 목표로 하는 ‘아이틴 프로젝트’를 시작으로 2011년 말에는 신인 배우 양성 시스템인 ‘액터스 리그’를 발족하였고, 전문 매니저 육성 프로젝트인 매니저 사관학교를 운영하고 있다.
2011년 6월, 현재의 판타지오(fantagio)라는 회사명으로 변경되었다. 판타지오는 형식의 제약을 받지 않는 악상의 자유로움을 뜻하는 ‘fantasy’, 그리고 ‘근원’을 뜻하는 Origin 앞글자의 합성어이다.
판타지오는 문화관광부가 선정한 '문화콘텐츠 강소기업'으로, 2012년에는 대한민국에서는 최초로 영화, 드라마, 예능, 음반 등 문화콘텐츠 전분야의 신인상을 석권, 신인을 발굴 육성하는 R&D역량을 토대로 미래가 기대되는 회사로 성장하고 있다. 이외에도 국내 최대의 아티스트 네트워크를 토대로 영화, 드라마, 음반 제작 분야로 영역을 넓혀 영화 《도가니》, 《577프로젝트》, 《러브픽션》 등을 내놓으며 제작사업도 점차적으로 확대해 나가고 있다. 계열사로는 메이딘엔터테인먼트, 판타지오 픽처스, 솔리드C&M, 판타지오 뮤직을 보유하고 있으며, 디저트 전문카페 프랜차이즈 망고식스의 공동창업주주이기도 하다. 2014년 10월, 코스닥 상장사 '에듀컴퍼니'와의 합병으로 증권시장에 입성했으며, IBK캐피탈, 키움증권 등이 주요주주로 참여하고 있다.
2016년 10월 사보이이앤앰 등 최대 주주의 보유 지분 27.56%를 중국의 투자집단인 JC그룹 대한민국 지사인 골드파이낸스코리아㈜에 300억 원에 매각했다. 이로써 판타지오의 최대 주주는 골드파이낸스코리아로 변경됐다.
2017년 12월 28일, 최대주주인 JC그룹 이사회에서 판타지오 창업자 및 대표이사인 나병준을 예고 없이 해임하고 중국 측 대표이사 체제를 선언했다. 이에 판타지오는 비상대책위원회를 소집하고, 해임 철회 긴급 성명서를 발표하였으며 파업을 예고했다. 갑작스러운 대표 해임 및 파업으로 소속 아티스트는 피해를 입었으며, 소속 그룹 위키미키는 컴백 일정이 연기되었고 아스트로는 7월 하순쯤 앨범 Rise Up을 발매했지만 음악 프로그램에서 홍보를 할 수 없었다. 또한 2018년 5월 14일에는 판타지오 뮤직 대표 우영승이 사임 의사를 표했다. 따라서 판타지오 뮤직의 새로운 대표이사는 JC그룹 대표의 대한민국 업무를 맡던 푸캉저우가 선인되었다.
2019년 5월 10일, 판타지오는 판타지오의 대표를 맡고 있는 웨이제가 불법 자금 조달 및 사기 스캔들로 인하여 중국 공안에 체포되었다고 밝혔다.
2020년 4월 JC그룹의 경영난으로 골드파이낸스코리아가 판타지오의 보유 지분 31.33%를 지엔씨파트너스에 매각하며 판타지오의 최대주주가 골드파이낸스코리아에서 지엔씨파트너스로 바뀌었으며 판타지오의 대표이사가 워이지에, 박해선 공동대표 체제에서 박해선 공동대표 체제로 변경되었다. 그러다 5월 28일 판타지오는 "최대주주 변경을 수반하는 주식양수도 계약 체결로 인한 최대주주 변경"이라며 엘앤에이홀딩스가 판타지오의 지분 11.46%를 소유하게 되어 최대주주가 지엔씨파트너스에서 엘앤에이홀딩스로 변경되었다. 최대주주가 변경되자 최대주주인 엘앤에이홀딩스는 경영권을 주장하며 박해선 대표이사와 경영권 분쟁을 일으켰으나 이후 엘앤에이홀딩스와 박해선 대표이사는 관련 소송을 취하하고 공동 경영을 해나가기로 합의했다. 하지만 11월 23일 박해선, 지효섭 대표이사가 일신상의 사유로 사임하여 박재홍 대표이사로 변경되었다.
2021년 2월 판타지오의 기존 이사진이 모두 해임되었으며 경영진이 전면 교체되었다. 대표이사 또한 박종진, 신영진 각자 대표이사 체제로 운영될 계획이라고 밝혔다.
2021년 9월 판타지오는 완전 자회사인 판타지오 뮤직을 흡수·합병한다고 밝혔다. 이로써 11월 12일 판타지오 뮤직은 판타지오에 완전 합병되어 소멸되었다.

## 판타지오 제작사 드라마
KBS 2TV
- 월화 드라마 환상연가, 함부로 대해줘
- 일일 드라마

## 소속 연예인

### 가수
| 소속 연예인  | 구성원                                               | 리더   | 데뷔   | 기타             |
| ------------ | ---------------------------------------------------- | ------ | ------ | ---------------- |
| 아스트로     | 진진, MJ, 차은우, 윤산하, †문빈                      | 진진   | 2016년 | 이전 멤버 라키   |
| 서프라이즈 U | 윤정혁, 은해성, 지건우, 김현서, †차인하              | 윤정혁 | 2017년 |                  |
| 루네이트     | 유우마, 카엘, 진수, 타쿠마, 준우, 도현, 이안, 지은호 | 진수   | 2023년 | 이전 멤버 은섭   |
| 이창섭       | -                                                    | -      | 2012년 | 비투비 멤버.     |
| 은섭         | -                                                    | -      | 2023년 | 루네이트 전 멤버 |

### 방송인
- 서경석

### 배우 및 연기자
판타지오에는 아래와 같은 배우 및 연기자들이 소속되어 있다.
- 김선호 (배우)

- 공민정
- 차은우
- 옹성우
- 윤산하
- 김도연
- 최유정
- 강예원
- 김현
- 강해림
- 김누림
- 김도경
- 김미화
- 김현서
- 문수빈
- 박예린
- 백윤식
- 정의제
- 윤정혁
- 은해성
- 이종욱
- 임현성
- 전다인
- 조인
- 지건우
- 진수현
- 최윤라
- 최준영
- 추예진
- 한기찬
- 정민규

## 전 소속 연예인
- 아스트로
  - 라키
- 헬로비너스
  - 나라 (탈퇴)
  - 앨리스
  - 이서영
  - 유나결
  - 이화겸
  - 채주화
- 서프라이즈
  - 강태오
  - 공명
  - 서강준
  - 유일
  - 이태환
- 서프라이즈 U
  - 차인하
- 오리지날리티 칸앤문
  - 오리지날리티 문
  - 오리지날리티 칸
- 강산
- 강찬희
- 강한나
- 공유
- 공효진
- 김다현
- 김새론
- 김서형
- 김성균
- 김성수
- 김소은
- (故)김영애
- 김정학
- 데이브
- 박솔미
- 성유리
- 연제욱
- 염정아
- 유하준
- 윤송이
- 윤승아
- 윤찬영
- 이소연
- 이재성
- 이천희
- 임수정
- 전도연
- 정겨운
- 정경호
- 정예린
- 정유미
- 정일우
- 조윤희
- 주진모
- 지진희
- 차은재
- 차현우
- 최원영
- 최유화
- 하정우
- 한지석
- 허재호
- 위키미키
  - 엘리
  - 세이
  - 루아
  - 리나
  - 루시
  - 지수연

## 연도별 배출 아티스트
| 연도 | 아티스트     | 형태 | 구성원                                               | 데뷔연도 | 풍선색                         | 팬클럽      | 리더   |
| ---- | ------------ | ---- | ---------------------------------------------------- | -------- | ------------------------------ | ----------- | ------ |
| 2012 | 헬로비너스   | 그룹 | 앨리스, 이화겸, 채주화, 이서영, 유나결               | 2012     | 라임 그린                      | Hello Cupid | 앨리스 |
| 2013 | 서프라이즈   | 그룹 | 유일, 서강준, 공명, 강태오, 이태환                   | 2013     | -                              | -           | 유일   |
| 2016 | 아스트로     | 그룹 | 박진우, 김명준, 차은우, †문빈, 윤산하                | 2016     | 비비드 플럼, 스페이스 바이올렛 | AROHA       | 박진우 |
| 2017 | 위키미키     | 그룹 | 지수연, 엘리, 최유정, 김도연, 세이, 루아, 리나, 루시 | 2017     | 체리 토마토, 바이브런트 옐로우 | Ki-Ling     | 지수연 |
| 2017 | 옹성우       | 솔로 |                                                      | 2017     | 미정                           | WELO        | -      |
| 2017 | 서프라이즈 U | 그룹 | 윤정혁, 은해성, 지건우, †차인하, 김현서              | 2017     | -                              | -           | 윤정혁 |
| 2023 | 루네이트     | 그룹 | 유우마, 카엘, 진수, 타쿠마, 준우, 도현, 이안, 지은호 | 2023     | 미정                           | 미정        | 진수   |

## 제작 작품
- 김종욱 찾기
- 도가니
- 러브픽션
- 577프로젝트
- 아드레날린
- 롤러코스터
- 앙드레 김
- 허삼관
- 방과 후 복불복 1,2
- 앙큼한 돌싱녀
- 투비컨티뉴드

## 주주현황
2021년 6월 30일 당반기말 기준 판타지오는 다음과 같은 주주가 판타지오를 보유하고 있다.
| 주주명               | 지분율 |
| -------------------- | ------ |
| ㈜ 미래아이앤지 외 1 | 14.87% |
| 쵸코스퀘어 주식회사  | 6.44%  |
| ㈜판타지오(자기주식) | 1.93%  |
| 기타                 | 76.76% |
| 합계                 | 100%   |

## 같이 보기
- 판타지오 픽처스
- 판타지오 뮤직
- 메이딘엔터테인먼트